# Sean Longstaff
Sean David Longstaff (North Shields, 30 d'octubre de 1997) és un futbolista anglès que juga de migcampista al Newcastle United.
Es va formar a les categories inferiors del Newcastle, però va estar cedit al Kilmarnock i al Blackpool abans de poder ser titular pels Magpies, una oportunitat que se li va presentar el desembre de 2018, a l'edat de 21 anys, després d'haver impressionat l'entrenador Rafael Benítez en partits de pretemporada i de la FA Cup.
El jugador va aconseguir marcar dos gols a la temporada 2018-19 amb el primer equip del Newcastle, i malgrat rebre una lesió el març de 2018 que el tindria de baixa per la resta de la temporada, Longstaff havia aconseguit atreure l'atenció de clubs com el Manchester United, qui ha demostrat interès en incorporant el jugador a la seva plantilla.